# Samyda tenuifolia
Samyda tenuifolia är en videväxtart som beskrevs av Ignatz Urban. Samyda tenuifolia ingår i släktet Samyda och familjen videväxter. Inga underarter finns listade i Catalogue of Life.